# دیو و ماه‌پیشونی
دیو و ماه‌پیشونی نام مجموعهٔ نمایش خانگی ایرانی محصول سال ۱۴۰۱ به کارگردانی حسین قناعت و به تهیه‌کنندگی مهدی یاری است. این سریال در ژانر فانتزی و کمدی ساخته شده است. دیو و ماه‌پیشونی دومین سریال ژانر کودک و نوجوان است و بر اساس یکی از افسانه‌های کهن ایرانی به رشتهٔ تحریر درآمده است. اولین قسمت از این سریال روز سه‌شنبه ۱۶ اسفند ۱۴۰۱ از پلتفرم فیلم‌نت و فیلیمو پخش شد. فصل دوم این مجموعه نیز در ۲۳ بهمن ۱۴۰۳ توسط پلتفرم نماوا منتشر شد.

## خلاصهٔ داستان

### فصل اول
داستان زندگی کیمیاگری با دختر شش ساله‌اش شهربانو و همسر باردارش پرنیان را به تصویر کشیده است که در زیرزمین خانه‌اش یک آزمایشگاه دارد و به تولید اکسیر مشغول است و ناگهان یک روز در اثر کشف چند اکسیر جدید توسط فردی ناشناس طلسم می‌شود. ماه‌پیشونی طی اتفاقات عجیب پدر و مادرش را از دست می‌دهد. اما زمانی که می‌فهمد آن‌ها توسط دیوی پلید طلسم شده‌اند، برای نجاتشان دست به کار می‌شود…

### فصل دوم
در انتهای فصل اول و ابتدای فصل دوم، ماه پیشونی با ارژنگ دیو (با بازیگری علی صادقی) ازدواج می‌کند بعد از ۹ سال صاحب فرزند دختری بنام گردآفرید می‌شوند. سپس شخصیت منفی داستان بنام آفت، فرزند آنان رو دزدیده و خانواده‌ای از دیو‌ها می‌سپارد و ماه پیشونی و ارژنگ به‌دنبال فرزند خود راهی سرزمین افسانه‌ها می‌شوند و با اسطوره‌های شاهنامه‌ی فردوسی روبرو می‌شوند.
این فصل بر اساس داستان‌ها و افسانه‌های دوران کهن ایرانی ساخته شده و ماجراهایی پر از شادی و طنز را برای خانواده‌های ایرانی روایت می‌کند.

## بازیگران
| بازیگر           | نقش                                            | فصل           | فصل  |  |
| بازیگر           | نقش                                            | ۱             | ۲    |  |
| ---------------- | ---------------------------------------------- | ------------- | ---- |  |
| علی صادقی        | ارژنگ‌دیو مازندرانی                             | اصلی          |      |  |
| ستایش موسوی      | شهربانو کیانی (ماه‌پیشونی کیانی)                | اصلی          | اصلی |  |
| حسن پورشیرازی    | بابا ابریشمی (سیاوش ابریشمی)                   | اصلی          |      |  |
| نگین معتضدی      | آفت نایلی                                      | اصلی          | اصلی |  |
| الهام جدی        | الفت یکتا (چهل گیس)                            | اصلی          | اصلی |  |
| افسانه بایگان    | تهمینه                                         | اصلی          |      |  |
| لیلا اوتادی      | پرنیان ابریشمی                                 | اصلی          |      |  |
| رامین ناصرنصیر   | آقای کیانی                                     | اصلی          | اصلی |  |
| سیاوش چراغی‌پور   | 1_حشمت خوان 2_ داروغه شهر غزل ملک              | اصلی          | اصلی |  |
| رضا شفیعی‌جم      | فست‌فودی‌خان                                     | اصلی          |      |  |
| اصغر سمسارزاده   | کیفودی خان                                     | اصلی          |      |  |
| خشایار راد       | ماتادور                                        | اصلی          |      |  |
| عباس محبوب       | زرمان‌دیو                                       | اصلی          |      |  |
| عسل قرایی        | عسل کیانی                                      | اصلی          |      |  |
| بهراد خرازی      | اسمزکی دیو                                     | اصلی          |      |  |
| رابعه اسکویی     | فرنگیس                                         | اصلی          |      |  |
| علی کاظمی        | پستونک فروش                                    | اصلی          |      |  |
| احمدرضا اسعدی    | 1_پیر کوچول خان 2_پادشاه شهر خرد               | اصلی          | اصلی |  |
| آتش تقی‌پور       | خواستگار ماه‌پیشونی                             | اصلی          |      |  |
| امیرکیوان معصومی | حسن کچل                                        | اصلی          | اصلی |  |
| میرطاهر مظلومی   | 1_پشیر خان 1_ پشور خان 2_پشار خان              | اصلی          | اصلی |  |
| میرطاهر مظلومی   | ساقی زینتی                                     | اسمزکی دیو زن | اصلی |  |
| نیلوفر شهیدی     | منیر                                           | اصلی          |      |  |
| عقیل تقی‌زاده     | مرد سیاه‌پوش                                    | اصلی          |      |  |
| نادر داهیم       | نگهبان شهر چاق‌ها                               | اصلی          |      |  |
| پارسیا شکوری     | پارسیا                                         | اصلی          |      |  |
| گلبرگ محمدی      | الفت (دوران کودکی)                             | اصلی          |      |  |
| یزدان کوکبی‌صبا   | یزدان کوکبی                                    | اصلی          |      |  |
| مهرناز افلاکیان  | نرگس                                           | اصلی          |      |  |
| داوود طهماسبی    | مرد قهوه‌چی                                     | اصلی          |      |  |
| غلام قلندری      | 1_ارژنگ‌دیو (کوچول) 2_رشک                       | اصلی          | اصلی |  |
| رضا کریمی        | جوان دم‌اسبی                                    | اصلی          |      |  |
| حسن نوری         | سروان                                          | اصلی          |      |  |
| حسن پوراسماعیل   | آشپز                                           | اصلی          |      |  |
| حامد هایدی       | اسکندر                                         | اصلی          |      |  |
| یوسف صادقی       | 1_اردشیر 2_پادشاه شهر لغتستان                  | اصلی          | اصلی |  |
| الهه نصیری‌یکتا   | 1_رها 2_ماهک                                   | اصلی          | اصلی |  |
| سارا محمدی       | ژینوس                                          | اصلی          |      |  |
| شیدا مؤدب        | لیلا                                           | اصلی          |      |  |
| ساحل بکرانی      | ماه‌پیشونی (کودکی)                              | اصلی          |      |  |
| مهران عبدی       | نگهبان شهر افسانه‌ها                            | اصلی          |      |  |
| حامد مصباحی      | فرهاد                                          | اصلی          |      |  |
| حمید ابراهیمی    | عاقد                                           | اصلی          |      |  |
| هلیا آهنگری      | هلیا                                           | اصلی          |      |  |
| امیر سالاری      | دوال‌پا                                         | اصلی          |      |  |
| سارا طاهریان     | سارا                                           | اصلی          |      |  |
| ماهان شفیع‌زاده   | ماهان                                          | اصلی          |      |  |
| مهرداد حسن‌پور    | پیرمرد شهر لی‌لی‌پوت                             | اصلی          |      |  |
| حسین عرب         | پیرمرد عاشق                                    | اصلی          |      |  |
| سوسن پرور        | سودابه                                         |               | اصلی |  |
| مهدی سلطانی      | رستم                                           |               | اصلی |  |
| امیرحسین رستمی   | همسر شیرین کیانی بزرگی (حاکم شهر)              |               | اصلی |  |
| آشا محرابی       | شیرین کیانی                                    |               | اصلی |  |
| کاظم هژیرآزاد    | گیو گودرز                                      |               | اصلی |  |
| آرش فلاحت‌پیشه    | زرمان دیو                                      |               | اصلی |  |
| سیروس همتی       | میرزا حسن رشدیه                                |               | اصلی |  |
| مهدی میامی       | هیزم شکن                                       |               | اصلی |  |
| سامرند معروفی    | سمک عیار                                       |               | اصلی |  |
| لطف‌الله سیفی     | روباه مکار                                     |               | اصلی |  |
| محمد شعبان‌پور    | آتشک                                           |               | اصلی |  |
| صفورا خوش‌طینت    | زن هیزم‌شکن                                     |               | اصلی |  |
| مرتضی زارع       | هرمز (داروغهٔ سابق شهر عددستان)                 |               | اصلی |  |
| لادن ژاوه‌وند     | کدوی قلقله زن پیرزنمهمان های ناخوانده ننه سرما |               | اصلی |  |
| نازنین کیوانی    | خاله سوسکه                                     |               | اصلی |  |
| احسان خان‌محمدی   | بیژن                                           |               | اصلی |  |
| حسین مسافرآستانه |                                                |               | اصلی |  |
| مارال مهاجر      | منیژه                                          |               | اصلی |  |
| شهزاد صفوی       | گرگین                                          |               | اصلی |  |
| هاشم آذرهوا      | گرسیوز                                         |               | اصلی |  |
| نادر بولفایی     |                                                |               | اصلی |  |
| سامان مرادی      | کی‌خسرو                                         |               | اصلی |  |
| مریم کیا         | چشمک                                           |               | اصلی |  |
| هدی استواری      | رئیس چهل دزدان                                 |               | اصلی |  |
| مهسا کامیابی     |                                                |               | اصلی |  |
| آیدا جعفری       |                                                |               | اصلی |  |
| نفس جافری        | گردآفرید مازندرانی (ماه پیشونی)                |               | اصلی |  |
| مرتضی رستمی      | پوریای ولی                                     |               | اصلی |  |

## تولید و پخش
این مجموعه، محصول مؤسسهٔ سرو رسانهٔ پارسیان است که پیش از این نیز سریال هشتگ خاله سوسکه را برای گروه سنی کودک و نوجوان تولید کرده بود. فیلیمو برای دومین بار است که سریالی در حوزهٔ کودک تولید و پخش می‌کند. پیش از این، سریال نارگیل نیز از این پلتفرم منتشر شد که با استقبال مخاطبان روبه‌رو شد.
پخش این سریال، از سه‌شنبه ۱۶ اسفند ۱۴۰۱ آغاز شد و در ۱۵ قسمت پخش رسید. پخش فصل دوم از ۲۳ بهمن ۱۴۰۳ از پلتفرم نماوا آغاز شد.